# Coiro
Le Coiro est un sommet du massif du Taillefer, dans les Alpes françaises, culminant à 2 607 mètres d'altitude dans le département de l'Isère.